# Molleda
Molleda es una parroquia del concejo de Corvera, en el Principado de Asturias.
Está parroquia se sitúa en el centro del Principado de Asturias. Tiene una fácil comunicación gracias a las carreteras que tiene por los alrededores, como la autovía A-8 y la carretera regional AS-17. Tiene una población de 717 habitantes (INE 2006) repartidos en 326 viviendas y 5,47 km². Está situado a 5,4 km de la capital del concejo, Nubledo. 
Equivocadamente, en la comarca de Avilés -a cuyo partido judicial pertenece el Concejo de Corvera de Asturias- se habla de Molleda de Arriba y Molleda de Abajo, como si de dos pueblos se tratara. La denominación cuajó en los años 1960, momento en el que se produjo un aumento extraordinario de la población en toda la comarca, como consecuencia de la instalación de la Empresa Nacional Siderúrgica (ENSIDESA), entre los nuevos residentes llegados desde otras zonas de Asturias y España como una forma de identificar las distintas zonas de la parroquia, al facilitar su identificación frente a su tradicional denominación por barrios.
Su templo parroquial, datado en 1648, está dedicado a San Esteban. Se trata de una nave única, con rectoral adosada. El retablo principal era barroco, aunque se perdió durante la Guerra Civil.
Molleda se encuentra en las faldas del Pico Gorfolí, con un poblamiento rural disperso típico asturiano, aunque con tendencia a su urbanización con el aumento de las edificaciones unifamiliares en los últimos años. En esta parroquia existen algunos de los parajes más bellos y sorprendentes de Corvera de Asturias, como el desfiladero de El Escañorio, así denominado por los escaños en los que parecen estar estructuradas las laderas que lo conforman. En esta zona, existen dos pequeñas cascadas (una artificial como resto de un antiguo embalse allí construido y hoy sin uso y anegado) y una natural. El paisaje combina praderas de suave pendiente, con bosquecillos (castaños, robles, madroños y otras especies autóctonas) y montes, básicamente de eucaliptus y pinos en menor medida. La parroquia la surca el río Molleda o Arlós, en cuyo cauce se situaban hasta no hace mucho un buen número de molinos hidráulicos de los que ya sólo se conserva en funcionamiento y en pie uno, conocido como El Molino de los Petejos, ubicado ya en el municipio avilesino.
Dentro de la tipología tradicional, existen todavía viviendas asturianas del tipo mariñana, aunque muy reformadas y apenas reconocibles. Así mismo, en la parroquia existe un buen número de hórreos y paneras -construcción típica asturiana de madera asentadas sobre cuatro o seis o más pilares (pegoyos)-, algunos de gran valor artístico, como la panera situada en el Barrio de García, decorada con tallas policromadas con motivos típicamente asturianos (flor del agua entre otros).
Parte del Camino de Santiago discurre por esta parroquia, con indicaciones, en mojones con la concha del peregrino, que indican la antigua vía que atravesaba estos parajes.
Salvo algunas caserías que todavía mantienen la actividad agrícola y ganadera (ganado vacuno destinado a la producción láctea y cárnica), Molleda se ha convertido sobre todo en un área residencial, especialmente en los barrios más próximos a la cercana Villalegre, en el vecino concejo de Avilés, y el barrio de Las Vegas, perteneciente a Corvera de Asturias.
Como en muchos otros pueblos asturianos, además de los barrios, existen denominaciones de las Caserías, que identifican también a las familias. La Trola, El Gaitero, Macuco, Poceña, Rato o Rexidores, son algunos de estos nombres.

## Barrios
- Barrio Molleda (Molleda en asturiano)
- Candamo
- Carruébano (Carruébanu)
- Castiello (Castiellu)
- El Barrial
- El Molino (El Molín)
- Moncó
- El Pidre
- El Pino (El Pinu)
- El Sabledal
- Entrialgo
- Esquilera
- La Estebanina (Estebanina)
- García
- Grandellana
- Juncedo Campo (Xuncéu)
- La Cogulla
- La Escuela (La Llaguna)
- La Peluca
- La Reguera
- La Sierra
- La Trapa
- Lavandera (Llavandera)
- Llandones
- Los Espinos
- Peruyal (La Peruyal)
- Ralla
- Villanueva

- Datos: Q5198261
- Multimedia: Molleda / Q5198261